# Krzysztof Czarnecki

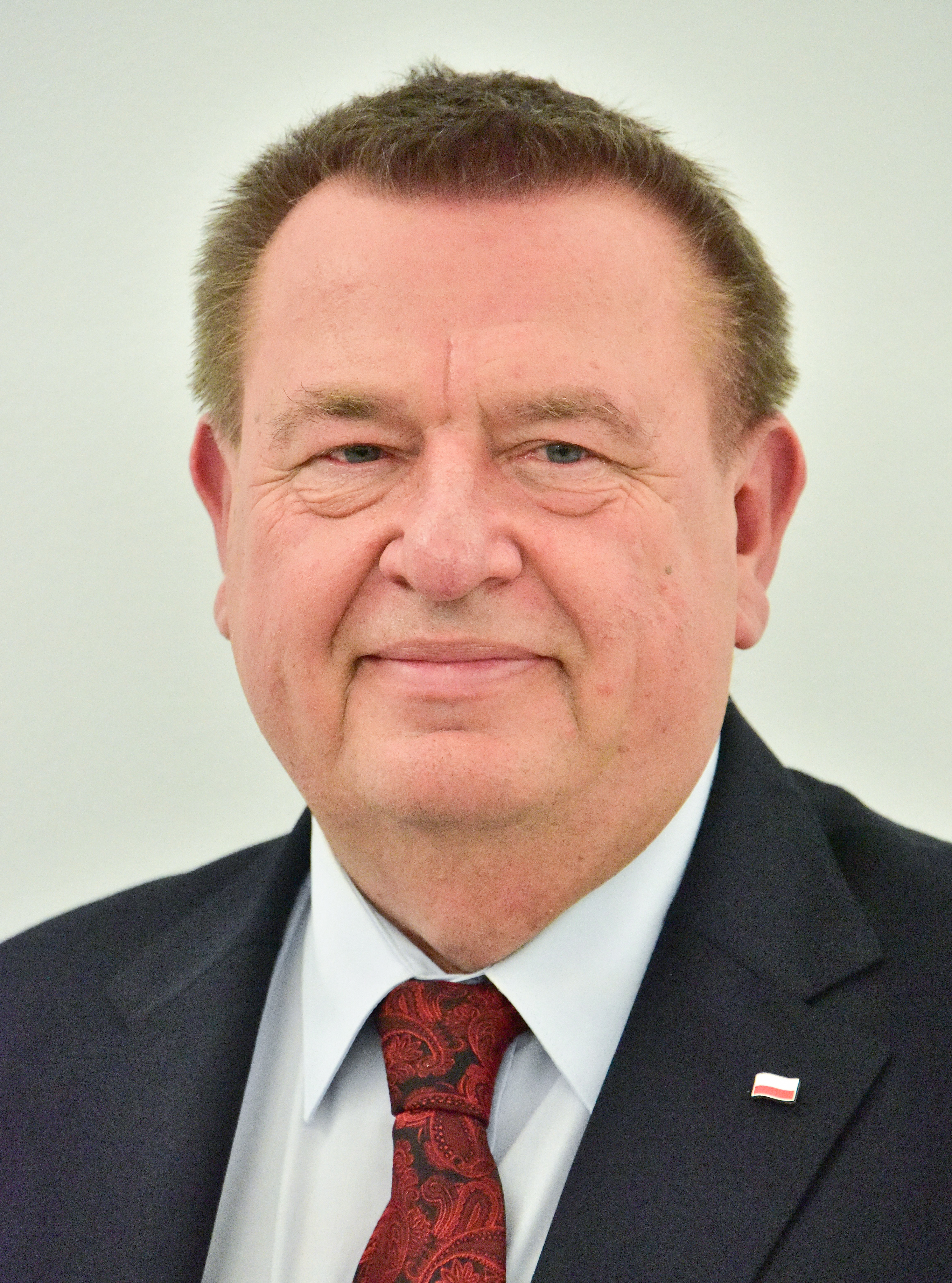
Krzysztof Czarnecki (2019)

Krzysztof Władysław Czarnecki (* 25. Oktober 1957 in Trzcianka) ist ein polnischer Politiker (Prawo i Sprawiedliwość).
Als ausgebildeter Bau- und Straßentechniker war Czarnecki in leitender Position für ein Bauunternehmen tätig. Zunächst gehörte er dem Porozumienie Centrum an, bevor er sich Prawo i Sprawiedliwość anschloss. Ab den 1990er Jahren war Czarnecki Mitglied des Stadtrats von Trzcianka.
Er wurde 2005 mit 3.406 Stimmen aus dem Wahlkreis 38 Piła in den Sejm gewählt, dem er bis 2007 angehörte. Im Jahr 2010 kandidierte er erfolglos für das Amt des Bürgermeisters von Trzcianka. Drei Jahre später wurde er bei vorgezogenen Neuwahlen zum Bürgermeister gewählt und 2014 im Amt bestätigt, das er bis 2018 innehatte.
Seit 2019 ist Czarnecki erneut Abgeordneter des Sejm. Er ist verheiratet.